# 九五式水上偵察機
九五式水上偵察機
- 用途：水上偵察機
- 製造者：中島飛行機
- 運用者：

  - 大日本帝国海軍
  - タイ王国海軍
  - ドイツ海軍
- 生産数：約750機
- 運用開始：1935年（昭和10年）9月
- 退役：1945年（昭和20年）8月

九五式水上偵察機（きゅうごしきすいじょうていさつき）は、中島飛行機が開発し、昭和10年に制式採用された大日本帝国海軍の水上偵察機である。機体略番はE8N。連合国のコードネームはDave（デイブ）。

## 概要
1933年（昭和8年）に日本海軍は、九〇式二号二型水上偵察機（E4N2）に代わる近距離用複座水上偵察機として、「八試水上偵察機」の開発・試作を中島飛行機、川西航空機、愛知航空機の3社に対して指示した。川西は当時としては斬新な単葉機、愛知は複葉機ながら軽快な新設計で競作に挑んだ。
中島では九〇式二号水上偵察機をベースとし、複葉、木金混製骨組みに羽布張りという構造は九〇式二号水上偵察機から引き継ぎながら、主翼や胴体など、各部の形状が空力的に洗練された機体で審査に臨むこととした。
試作機は1934年（昭和9年）3月に完成した。こうして、九〇式二号水上偵察機と比べ、速度・上昇性能の他、操縦・安定性などあらゆる面で著しい性能向上を見せた。川西機、愛知機との比較審査でも運動性・安定性で勝り、1935年（昭和10年）9月に九五式水上偵察機として採用された。
実戦部隊においても本機の運動性能に対する評価は高く、九六式艦上戦闘機にも匹敵すると言われるほどだった。支那事変ではその運動性能を活かし、本務である偵察以外にも哨戒・爆撃任務をこなし、戦闘機代用として制空任務に出撃して敵の戦闘機との空中戦で勝利することさえあった。この活躍は、その後の日本海軍に二式水上戦闘機をはじめとした水上戦闘機の開発を決意させるきっかけの1つになった。太平洋戦争の開戦時においても艦船や陸上基地において相当数が使用されていた。零式観測機が配備されると第一線部隊からは退いたが、哨戒機や練習機として終戦まで使用された。中には特攻隊に配属された機体もあった。日本海軍以外でも、タイに輸出され、同国の海軍で使用されていた。
生産は1940年（昭和15年）まで続けられ、川西製の48機を加え、総生産数は約750機である。その内、終戦時まで残存したものは50機であった。また、エンジンに「寿」二型改一を搭載した前期生産型である九五式一号水上偵察機（E8N1）のほか、「寿」二型改二もしくは改三を搭載した後期生産型である九五式二号水上偵察機（E8N2）がある。この2機種に外見の違いはほとんど無く、また、性能も大きくは変わらない。
1941年（昭和16年）1月、ナチス・ドイツは仮装巡洋艦「オリオン」に搭載されていた水上機アラド Ar 196の代替として、ヴェネッカー駐在海軍武官を通じて1機を購入し、2月1日、マリアナ諸島マウグ島で引き渡された。この機は偽装のため、英国の国籍マークおよびシリアル番号（L5196）を表示し、操縦はクラウス・フォン・ヴィンターフェルト中尉が行った。5月26日、機体はマダガスカル島付近で離水中に転覆し、失われた。これは、第二次世界大戦で日本の水上機がドイツの艦艇上で運用された唯一の事例である。

## スペック
E8N1
出典: 荻原四郎編著「日本軍用機三図面集・海軍機編」1962年鳳文書林刊
諸元
- 乗員: 2名
- 全長: 8.81m
- 全高: 3.84m （12ft 7in）
- 翼幅: 10.98m（36ft 0in）
- 空虚重量: 1,370kg
- 最大離陸重量: 1,900kg （4,180lb）
- 動力: 中島寿二型改二空冷星型9気筒 レシプロ、470kW （630hp）   × 1

性能
- 最大速度: 299km/h
- 巡航速度: 198km/h
- 航続距離: 898km
- 実用上昇限度: 7,270m
- 上昇率: 3,000m/6min31

武装
- 固定武装: 7.7mm機銃×2
- 爆弾: 30kg爆弾×2